# Bahnstrecke Oldenburg–Osnabrück
| Streckenverlauf Oldenburg–Osnabrück-Eversburg | |                                                |                                             |
| Streckennummer (DB): | 1502 |                                                |                                             |
| Kursbuchstrecke (DB): | 392 |                                                |                                             |
| Kursbuchstrecke: | 220 (1946) 220c (Hesepe – Bramsche 1946)                                                                   |                                                |                                             |
| Streckenlänge: | 108,1 km                                                                                                   |                                                |                                             |
| Spurweite: | 1435 mm (Normalspur)                                                                                       |                                                |                                             |
| Streckenklasse: | D4 |                                                |                                             |
| Streckengeschwindigkeit: | 120 km/h                                                                                                   |                                                |                                             |
| Zugbeeinflussung: | PZB |                                                |                                             |
| Zweigleisigkeit: | Oldenburg – Oldenburg-Osternburg Bramsche – Achmer ehem. bis 16. Mai 1993: Oldenburg-Osternburg – Sandkrug |                                                |                                             |
| | |                                                |                                             |
| \| \| \| von Wilhelmshaven \| \| \| \| \| von Leer \| \| \| \| 0,0 \| Oldenburg (Oldb) Hbf \| Oldenburg (Oldb) Hbf \| \| \| \| ehem. Strecke nach Brake \| \| \| \| \| Hunte (Klappbrücke) \| \| \| \| \| nach Bremen \| \| \| \| 2,3 \| Oldenburg-Osternburg (Üst, bis 1979 Bf mit PV) \| 4 m \| \| \| 2,7 \| \| \| \| \| \| A 28 (ehem. Umgehungsstraße) \| \| \| \| \| von Bremen \| \| \| \| 3,5 \| ehem. Hemmelsberger Kurve \| ehem. Hemmelsberger Kurve \| \| \| 3,6 \| Hemmelsberger Kurve \| Hemmelsberger Kurve \| \| \| 3,7 \| Oldenburg-Tweelbäke (Abzw) \| Oldenburg-Tweelbäke (Abzw) \| \| \| \| \| \| \| \| 5,2 \| Oldenburg Rbf (bis 1976) \| Oldenburg Rbf (bis 1976) \| \| \| 5,5 \| Oldenburg-Krusenbusch \| Oldenburg-Krusenbusch \| \| \| 6,9 \| \| \| \| \| 7,8 \| Posten 8 \| Posten 8 \| \| \| \| A 29 \| \| \| \| 10,5 \| Sandkrug \| 10 m \| \| \| 14,2 \| Barneführerholz \| Barneführerholz \| \| \| \| Hunte \| \| \| \| 17,9 \| Huntlosen \| 20 m \| \| \| \| von Aufbereitungsanlage ExxonMobil \| \| \| \| 23,3 \| Großenkneten \| 40 m \| \| \| \| ehem. vom Kalksandsteinwerk Gräper \| \| \| \| 28,9 \| Ahlhorn \| 48 m \| \| \| \| Fliegerhorst Ahlhorn \| \| \| \| \| ehem. Strecke nach Vechta \| \| \| \| \| A 29 \| \| \| \| 35,0 \| Höltinghausen / Deuka (Gla) \| 51 m \| \| \| \| B 72 (Umgehungsstraße Cloppenburg) \| \| \| \| \| ehem. Strecke von Vechta \| \| \| \| \| Betonwerk Niemeier \| \| \| \| \| \| \| \| \| \| von Friesoythe \| \| \| \| \| ehem. vom Gewerbegebiet Cloppenburg \| \| \| \| \| ehem. Cloppenburger Kreisbahn \| \| \| \| 41,2 \| Cloppenburg \| 43 m \| \| \| 45,4 \| Nutteln (Oldb) \| Nutteln (Oldb) \| \| \| 49,2 \| Hemmelte \| Hemmelte \| \| \| 53,0 \| Bartmannsholte \| 35 m \| \| \| \| B 68 (Umgehungsstraße Essen) \| \| \| \| \| von Meppen \| \| \| \| 56,6 \| Essen (Oldb) \| 29 m \| \| \| \| Lager Hase \| \| \| \| \| Essener Kanal \| \| \| \| 60,0 \| Brokstreek (Oldb) \| Brokstreek (Oldb) \| \| \| \| Kleine Hase \| \| \| \| 62,7 \| Quakenbrück \| 25 m \| \| \| \| ehem. Kleinbahn Lingen–Berge–Quakenbrück \| \| \| \| \| ehem. Strecke nach Rheine \| \| \| \| 67,6 \| Badbergen \| Badbergen \| \| \| 71,2 \| Langen (Kr Bersenbrück) \| Langen (Kr Bersenbrück) \| \| \| \| B 68 \| \| \| \| \| B 214 \| \| \| \| \| von Ankum \| \| \| \| 76,8 \| Bersenbrück \| 37 m \| \| \| 82,3 \| Alfhausen (2000–vrsl. 2030 ohne PV) \| 43 m \| \| \| \| Ueffelner Aue \| \| \| \| \| von Delmenhorst \| \| \| \| 89,4 \| Hesepe \| 45 m \| \| \| \| zum FBG-Tanklager \| \| \| \| 92,6 \| Bramsche \| 53 m \| \| \| \| B 68 / B 218 \| \| \| \| \| ehem. zum Gewerbegebiet Achmer \| \| \| \| 96,3 \| Achmer \| 57 m \| \| \| \| Mittellandkanal \| \| \| \| 97,4 \| Achmer Süd (Anst) \| Achmer Süd (Anst) \| \| \| \| Landesgrenze NDS / NRW \| \| \| \| 102,1 \| Halen (ehem. Bf) \| 53 m \| \| \| \| Düte \| \| \| \| \| A 1 \| \| \| \| \| Tecklenburger Nordbahn (seit 1989) \| \| \| \| \| Landesgrenze NRW / NDS \| \| \| \| \| Parallelführung der Bahnstrecken (bis 1989) \| \| \| \| \| ehem. Tecklenburger Nordbahn (bis 1989) \| \| \| \| \| Zechenbahn / Hafenbahn \| \| \| \| \| von Rheine \| \| \| \| 108,1 \| Osnabrück-Eversburg (Keilbf, bis 1991 PV) \| 62 m \| \| \| \| nach Löhne \| \| \| \| \| \| \| \| Quellen: [2][3] \| \| \| \| | |                                                |                                             |
| Strecke | | von Wilhelmshaven                              | von Wilhelmshaven                           |
| Abzweig geradeaus und von rechts | | von Leer                                       | von Leer                                    |
| Bahnhof mit S-Bahn-Halt | 0,0 | Oldenburg (Oldb) Hbf                           | Oldenburg (Oldb) Hbf                        |
| Abzweig geradeaus und ehemals nach links | | ehem. Strecke nach Brake                       | ehem. Strecke nach Brake                    |
| Brücke über Wasserlauf | | Hunte (Klappbrücke)                            | Hunte (Klappbrücke)                         |
| Abzweig geradeaus und nach links | | nach Bremen                                    | nach Bremen                                 |
| Überleitstelle / Spurwechsel | 2,3 | Oldenburg-Osternburg (Üst, bis 1979 Bf mit PV) | 4 m                                         |
| Strecke von links (außer Betrieb) · Abzweig geradeaus und ehemals nach rechts | 2,7 |                                                |                                             |
| Strecke mit Straßenbrücke (Strecke außer Betrieb) · Strecke mit Straßenbrücke | | A 28 (ehem. Umgehungsstraße)                   | A 28 (ehem. Umgehungsstraße)                |
| Strecke (außer Betrieb) · Strecke · Strecke von links | | von Bremen                                     | von Bremen                                  |
| Abzweig geradeaus und von links (Strecke außer Betrieb) · Kreuzung geradeaus unten (Querstrecke außer Betrieb) · Abzweig geradeaus und ehemals nach rechts | 3,5 | ehem. Hemmelsberger Kurve                      | ehem. Hemmelsberger Kurve                   |
| Strecke (außer Betrieb) · Abzweig geradeaus und von links · Strecke nach rechts | 3,6 | Hemmelsberger Kurve                            | Hemmelsberger Kurve                         |
| Strecke (außer Betrieb) · Blockstelle | 3,7 | Oldenburg-Tweelbäke (Abzw)                     | Oldenburg-Tweelbäke (Abzw)                  |
| Abzweig geradeaus und von links (Strecke außer Betrieb) · Abzweig geradeaus und ehemals nach rechts | |                                                |                                             |
| Dienststation / Betriebs- oder Güterbahnhof (Strecke außer Betrieb) · Strecke | 5,2 | Oldenburg Rbf (bis 1976)                       | Oldenburg Rbf (bis 1976)                    |
| Strecke (außer Betrieb) · ehemaliger Haltepunkt / Haltestelle | 5,5 | Oldenburg-Krusenbusch                          | Oldenburg-Krusenbusch                       |
| Strecke nach links (außer Betrieb) · Abzweig geradeaus und ehemals von rechts | 6,9 |                                                |                                             |
| ehemaliger Haltepunkt / Haltestelle | 7,8 | Posten 8                                       | Posten 8                                    |
| Strecke mit Straßenbrücke | | A 29                                           | A 29                                        |
| Bahnhof | 10,5 | Sandkrug                                       | 10 m                                        |
| ehemaliger Bahnhof | 14,2 | Barneführerholz                                | Barneführerholz                             |
| Brücke über Wasserlauf | | Hunte                                          | Hunte                                       |
| Bahnhof | 17,9 | Huntlosen                                      | 20 m                                        |
| Abzweig geradeaus und von rechts | | von Aufbereitungsanlage ExxonMobil             | von Aufbereitungsanlage ExxonMobil          |
| Bahnhof | 23,3 | Großenkneten                                   | 40 m                                        |
| Abzweig geradeaus und ehemals von rechts | | ehem. vom Kalksandsteinwerk Gräper             | ehem. vom Kalksandsteinwerk Gräper          |
| Bahnhof | 28,9 | Ahlhorn                                        | 48 m                                        |
| Abzweig geradeaus und nach links · Abzweig quer und ehemals von rechts | | Fliegerhorst Ahlhorn                           | Fliegerhorst Ahlhorn                        |
| Strecke · Strecke nach links (außer Betrieb) | | ehem. Strecke nach Vechta                      | ehem. Strecke nach Vechta                   |
| Strecke mit Straßenbrücke | | A 29                                           | A 29                                        |
| Dienststation / Betriebs- oder Güterbahnhof | 35,0 | Höltinghausen / Deuka (Gla)                    | 51 m                                        |
| Strecke mit Straßenbrücke | | B 72 (Umgehungsstraße Cloppenburg)             | B 72 (Umgehungsstraße Cloppenburg)          |
| Strecke · Strecke von links (außer Betrieb) | | ehem. Strecke von Vechta                       | ehem. Strecke von Vechta                    |
| Strecke · Betriebsstelle Strecke bis hier außer Betrieb | | Betonwerk Niemeier                             | Betonwerk Niemeier                          |
| Abzweig geradeaus und von links · Strecke nach rechts | |                                                |                                             |
| Abzweig geradeaus und von rechts | | von Friesoythe                                 | von Friesoythe                              |
| Abzweig geradeaus und ehemals von links | | ehem. vom Gewerbegebiet Cloppenburg            | ehem. vom Gewerbegebiet Cloppenburg         |
| Strecke von rechts (außer Betrieb) · Strecke | | ehem. Cloppenburger Kreisbahn                  | ehem. Cloppenburger Kreisbahn               |
| Kopfbahnhof Streckenende (Strecke außer Betrieb) · Bahnhof | 41,2 | Cloppenburg                                    | 43 m                                        |
| ehemaliger Bahnhof | 45,4 | Nutteln (Oldb)                                 | Nutteln (Oldb)                              |
| ehemaliger Bahnhof | 49,2 | Hemmelte                                       | Hemmelte                                    |
| Dienststation / Betriebs- oder Güterbahnhof | 53,0 | Bartmannsholte                                 | 35 m                                        |
| Strecke mit Straßenbrücke | | B 68 (Umgehungsstraße Essen)                   | B 68 (Umgehungsstraße Essen)                |
| Abzweig geradeaus und von rechts | | von Meppen                                     | von Meppen                                  |
| Bahnhof | 56,6 | Essen (Oldb)                                   | 29 m                                        |
| Brücke über Wasserlauf | | Lager Hase                                     | Lager Hase                                  |
| Brücke über Wasserlauf | | Essener Kanal                                  | Essener Kanal                               |
| ehemaliger Bahnhof | 60,0 | Brokstreek (Oldb)                              | Brokstreek (Oldb)                           |
| Brücke über Wasserlauf | | Kleine Hase                                    | Kleine Hase                                 |
| Kopfbahnhof Streckenanfang (Strecke außer Betrieb) · Bahnhof | 62,7 | Quakenbrück                                    | 25 m                                        |
| Strecke nach rechts (außer Betrieb) · Strecke | | ehem. Kleinbahn Lingen–Berge–Quakenbrück       | ehem. Kleinbahn Lingen–Berge–Quakenbrück    |
| Abzweig geradeaus und ehemals nach rechts | | ehem. Strecke nach Rheine                      | ehem. Strecke nach Rheine                   |
| ehemaliger Bahnhof | 67,6 | Badbergen                                      | Badbergen                                   |
| ehemaliger Haltepunkt / Haltestelle | 71,2 | Langen (Kr Bersenbrück)                        | Langen (Kr Bersenbrück)                     |
| Strecke mit Straßenbrücke | | B 68                                           | B 68                                        |
| Bahnübergang | | B 214                                          | B 214                                       |
| Abzweig geradeaus und von rechts | | von Ankum                                      | von Ankum                                   |
| Bahnhof | 76,8 | Bersenbrück                                    | 37 m                                        |
| Dienststation / Betriebs- oder Güterbahnhof | 82,3 | Alfhausen (2000–vrsl. 2030 ohne PV)            | 43 m                                        |
| Brücke über Wasserlauf | | Ueffelner Aue                                  | Ueffelner Aue                               |
| Abzweig geradeaus und von links | | von Delmenhorst                                | von Delmenhorst                             |
| Bahnhof | 89,4 | Hesepe                                         | 45 m                                        |
| Abzweig geradeaus und nach rechts | | zum FBG-Tanklager                              | zum FBG-Tanklager                           |
| Bahnhof | 92,6 | Bramsche                                       | 53 m                                        |
| Strecke mit Straßenbrücke | | B 68 / B 218                                   | B 68 / B 218                                |
| Abzweig geradeaus und ehemals nach rechts | | ehem. zum Gewerbegebiet Achmer                 | ehem. zum Gewerbegebiet Achmer              |
| Bahnhof | 96,3 | Achmer                                         | 57 m                                        |
| Brücke über Wasserlauf | | Mittellandkanal                                | Mittellandkanal                             |
| ehemalige Blockstelle | 97,4 | Achmer Süd (Anst)                              | Achmer Süd (Anst)                           |
| Grenze | | Landesgrenze NDS / NRW                         | Landesgrenze NDS / NRW                      |
| Haltepunkt / Haltestelle Streckenende | 102,1 | Halen (ehem. Bf)                               | 53 m                                        |
| Brücke über Wasserlauf | | Düte                                           | Düte                                        |
| Strecke mit Straßenbrücke | | A 1                                            | A 1                                         |
| Abzweig quer und ehemals von rechts · Abzweig geradeaus und von rechts | | Tecklenburger Nordbahn (seit 1989)             | Tecklenburger Nordbahn (seit 1989)          |
| Grenze (Strecke außer Betrieb) · Grenze | | Landesgrenze NRW / NDS                         | Landesgrenze NRW / NDS                      |
| Strecke (außer Betrieb) · Strecke | | Parallelführung der Bahnstrecken (bis 1989)    | Parallelführung der Bahnstrecken (bis 1989) |
| Strecke nach links (außer Betrieb) · Abzweig geradeaus und ehemals von rechts | | ehem. Tecklenburger Nordbahn (bis 1989)        | ehem. Tecklenburger Nordbahn (bis 1989)     |
| Abzweig geradeaus und von links | | Zechenbahn / Hafenbahn                         | Zechenbahn / Hafenbahn                      |
| Abzweig geradeaus und von rechts | | von Rheine                                     | von Rheine                                  |
| Dienststation / Betriebs- oder Güterbahnhof | 108,1 | Osnabrück-Eversburg (Keilbf, bis 1991 PV)      | 62 m                                        |
| Strecke | | nach Löhne                                     | nach Löhne                                  |
| | |                                                |                                             |
| Quellen: | |                                                |                                             |

Die Bahnstrecke Oldenburg–Osnabrück (auch „Oldenburger Südbahn“ genannt) ist eine größtenteils eingleisige und nicht elektrifizierte Hauptbahn in Niedersachsen. Sie verläuft von Oldenburg (Oldb) in südlicher Richtung nach Osnabrück.

## Geschichte
Die Oldenburger Südbahn wurde in den Jahren 1870 bis 1876 von der Großherzoglich Oldenburgischen Eisenbahn (GOE) gebaut. Die Eröffnung des ersten Teilstücks Oldenburg–Quakenbrück erfolgte am 15. Oktober 1875.
Das Teilstück von Quakenbrück über Halen nach Osnabrück-Eversburg führte damals über preußisches Gebiet und wurde erst knapp ein Jahr später, am 30. Juni 1876, fertiggestellt. Die offizielle Inbetriebnahme erfolgte am 15. November 1876.
Die Zuständigkeit für die Strecke wurde im Jahre 1918 von der Reichsbahndirektion Oldenburg übernommen. In diesem Jahr erfolgte auch die Auflösung der GOE-Gesellschaft.
Im Bereich des Bahnhofs Eversburg wurde am 23. Oktober 1989 die Einfädelung zur Tecklenburger Nordbahn geändert. Die bislang im Bahnhof Eversburg befindliche Weiche wurde mehr als einen Kilometer nach Norden verschoben und die parallele Gleisführung der Bahnstrecken bis zum Bahnhof aufgegeben.
Ein bescheidenes Fernverkehrsangebot gab es bis circa Mitte der 1990er Jahre: Ein tägliches Schnellzugpaar (Koblenz–) Köln – Wilhelmshaven sowie ein (primär für Wochenend-Bundeswehr-Familienheimfahrten angebotener) Schnellzug ausschließlich zweiter Klasse zwischen Mönchengladbach und Wilhelmshaven, letzterer hielt zwischen Osnabrück und Oldenburg nur in Ahlhorn.
Bereits Mitte der 1990er Jahre wurde eine Elektrifizierung der Bahnstrecke erwogen. Auch ein möglicher zweigleisiger Ausbau stand zwischenzeitlich in der Diskussion. Jedoch lehnte die Deutsche Bahn das Vorhaben im Frühjahr 1994 ab.
Bis zum Jahr 2000 wurde die Infrastruktur ausgebaut, um ein Nahverkehrskonzept mit kürzeren Fahrzeiten und besseren Anschlüssen einführen zu können. Bestandteil des Ausbaus waren die Anhebung der Streckenhöchstgeschwindigkeit auf 120 km/h und die Auflassung von schwach frequentierten Zugangsstellen. Die Fahrzeit sank in diesem Zusammenhang zwischen Oldenburg und Osnabrück um 22 Minuten auf 87 Minuten. In Oldenburg kann zusätzlich auf die langen Standzeiten verzichtet werden und es besteht ein optimaler Taktknoten mit den RE/IC-Zügen der Relation Bremen–Emden. Die Fahrzeit in der Relation Wilhelmshaven–Osnabrück sank insgesamt um 45 Minuten.
Die nach dem Start der Nordwestbahn als „pünktlichste Bahnlinie Niedersachsens“ betitelte Strecke wurde um 2020 herum zu einer der verspätungsanfälligen Bahnstrecken des Landes. Als Grund hierfür werden die überwiegende Eingleisigkeit mit nur wenigen Ausweichen und die fehlende Elektrifizierung der Bahnstrecke genannt.

### Verworfene Planungen im Zusammenhang mit dem Jade-Weser-Port
Im Zuge der Eröffnung des Jade-Weser-Ports in Wilhelmshaven war die Ausweitung des Güterverkehrs auf der Strecke geplant, um die Bahnstrecke Bremen–Oldenburg vom erwarteten zusätzlichen Verkehr zu entlasten. Hierzu wurde über einen zweigleisigen Ausbau und eine Elektrifizierung diskutiert. Zur Anbindung an die Bahnstrecke Oldenburg–Wilhelmshaven wurden sowohl ein Ausbau der Stadtstrecke als auch eine neu zu errichtende, östliche Bahnumfahrung Oldenburg ins Gespräch gebracht.
Die vorgeschlagene Streckenführung, welche sich an der Lage der stillgelegten Bahnstrecke Oldenburg–Brake orientieren sollte, würde jedoch aufgrund zu geringer Kurvenradien zu erheblichen Fahrzeitverlängerungen und herabgesetzten Ein- und Ausfahrgeschwindigkeiten in den Bahnhof Oldenburg führen. Alternativ wäre ein kompletter Neubau des Ostkopfes des Hauptbahnhofes erforderlich.
Gegen einen Ausbau der Stadtstrecke oder der Hemmelsberger Kurve richten sich Bürgerproteste, insbesondere aus dem Oldenburger Stadtteil Osternburg, der von beiden Strecken durchschnitten wird. Gefordert wird eine Umfahrung auch der südlichen Stadtteile.
Im November 2013 wurde eine weitere Variante ins Gespräch gebracht, die unter Nutzung der Trasse einer nie gebauten Bahnanbindung des Gewerbegebiets Tweelbäke nicht nur einen Streckenausbau in Osternburg entbehrlich, sondern deren vollständigen Abbau ermöglichen würde. Diese Variante wurde jedoch nicht weiterverfolgt, da die vorgesehene Strecke teilweise überbaut und auch nicht mehr im Flächennutzungsplan als Bahnstrecke vorgesehen ist.
Eine angedachte Verlagerung von Güterverkehr auf die stillgelegte Bahnstrecke Duisburg–Quakenbrück wurde mit dem Abbau der Gleise zwischen Fürstenau und Spelle 2016 obsolet.
Im Bundesverkehrswegeplan 2030 wurde der Ausbau in allen drei eingereichten Varianten im Herbst 2016 abgelehnt. Das Bundesverkehrsministerium stufte die Projektvorschläge als unwirtschaftlich ein.

## Heutige Situation
Die Bahnstrecke Oldenburg–Osnabrück kann überwiegend mit 120 km/h befahren werden und ist bis auf drei kurze Teilstücke weitestgehend eingleisig. Zweigleisig sind lediglich die Abschnitte zwischen Oldenburg Hbf und der Überleitstelle Oldenburg-Osternburg, Bramsche und Achmer sowie zwischen dem Keilbahnhof Osnabrück-Eversburg und Osnabrück Hbf. Der letzte Abschnitt gehört allerdings genau genommen bereits zur Bahnstrecke Löhne–Rheine.
Der Betrieb der Linie Wilhelmshaven–Osnabrück wurde gemeinsam mit zwei weiteren Linien im Netz „Weser-Ems“ ausgeschrieben. Das Netz war das erste Vergabenetz, das die Landesnahverkehrsgesellschaft Niedersachsen (LNVG) ausgeschrieben hat. Den Zuschlag erhielt die NordWestBahn, die zum 5. November 2000 den Betrieb mit Dieseltriebzügen vom Typ LINT aus dem Fahrzeugpool der LNVG aufnahm. Der dazugehörige Verkehrsvertrag wurde Anfang 2005 freihändig von der LNVG um zwölf Jahre verlängert. Durch das verbesserte Angebot hat sich die Verkehrsnachfrage zwischen den Jahren 2000 und 2008 verdoppelt. Im Durchschnitt nutzten 2009 jeden Tag 11.800 Personen das Zugangebot auf der Strecke Osnabrück–Wilhelmshaven. Die Strecke befindet sich weiterhin im Eigentum der Deutschen Bahn.
Die Strecke wird im Stundentakt mit Dieseltriebwagen des Typs Lint 41 bedient, die je nach Verkehrsaufkommen gekuppelt in Mehrfachtraktion eingesetzt werden. Die Durchschnittsgeschwindigkeit beträgt 73 km/h. Aufgrund der hohen Durchschnittsgeschwindigkeit und der Verbindungsfunktion zwischen den drei Oberzentren Osnabrück, Oldenburg und Wilhelmshaven wird die Linie durch die LNVG als Expresslinie mit der Linienbezeichnung RE 18 geführt. Die Deutsche Bahn hatte zuvor Dieseltriebwagen der Baureihe 624 eingesetzt.
Im Güterverkehr wird von der Erdgasaufbereitungsanlage in Großenkneten flüssiger Schwefel mit Kesselwagen zum Hafen Brake bzw. über Osnabrück zuerst nach Süden und dann auf dem Umweg über Bremen nach Norden transportiert. Darüber hinaus verkehren zwischen dem in Hesepe gelegenen Tanklager und Osnabrück unregelmäßig Güterzüge.
Zudem verkehren in den letzten Jahren zunehmend Güterzüge, die mit Sand/Kies beladen sind, auf der Strecke. Des Weiteren wird das Futtermittelwerk im Bahnhof Höltinghausen über diese Strecke durch einen bis zwei Züge pro Woche mit Futter versorgt.
Mitte November 2014 gewann die NordWestBahn erneut die Ausschreibung für das Weser-Ems-Netz und somit auch für diese Strecke. Die NWB betreibt nach dieser gewonnenen Ausschreibung für weitere zehn Jahre bis 2026 den Personennahverkehr auf dieser Strecke. Die Deutsche Bahn hatte sich mit der DB Regio – neben weiteren Interessenten – auch um das Netz beworben, konnte sich aber nicht durchsetzen. Die LNVG lässt die Triebzüge für den weiteren Einsatz modernisieren und beschafft zusätzlich noch sechs neue Triebzüge vom Typ Lint 41, die sie der NordWestBahn zur Verfügung stellt.

## Planungen
Die LNVG gab im August 2019 an die damalige DB Netz AG ein Gutachten zum Ausbau der Bahnstrecke Oldenburg – Osnabrück-Eversburg in Auftrag. Ziel war die Erhöhung der Pünktlichkeit auf der Strecke und ein 30-Minuten-Takt des RE 18 zwischen Oldenburg und Osnabrück sowie ein Stundentakt der RB 58 im Streckenabschnitt Hesepe – Osnabrück-Eversburg. Als Ergebnis sollen die Abschnitte Sandkrug – Huntlosen (ca. 7 km), Mittellandkanal – Halen (ca. 5 km) und Höltinghausen – Cloppenburg (ca. 6 km, Abschnitt 2023 durch Ministerium benannt) zweigleisig ausgebaut werden. Hemmelte und Badbergen sollen als Betriebsbahnhöfe für außerplanmäßige Zugkreuzungen im Störungsfall (Stressszenario) neu errichtet werden. Der Bahnhof Hesepe soll für die RB 58 (Beschleunigung und Verlegung der Kreuzungspunkte) eine zweite Bahnsteigkante erhalten. Für den RE 18 ist eine zweite Bahnsteigkante in Großenkneten und eine höhenfreie Zuwegung im Bahnhof Essen (Oldenburg) vorgesehen. 
Die Kosten wurden im Jahr 2022 für den Ausbau laut LNVG auf rund 160 Millionen Euro geschätzt. Diese Schätzung schließt die Elektrifizierung der Gesamtstrecke aus und umfasst nur die Gleis- und Bahnsteigausbauten für den RE 18. Das Fahrzeugkonzept stand bis auf den Ausschluss konventioneller Diesel-Verbrennertriebwagen offen.
Im Juli 2023 kündigte das niedersächsische Verkehrsministerium an, sich auf die Vollelektrifizierung der Bahnstrecke Oldenburg–Osnabrück bis 2034 per Oberleitung festgelegt zu haben. Die LNVG habe diese Planung als „besonders wirtschaftlich“ empfohlen. Die schnellere Beschleunigung der Elektrotriebzüge soll eine Fahrtzeitverkürzung zwischen Oldenburg und Osnabrück ermöglichen. Für alle heute durch die RE18 bedienten Halte ist ein Halbstundentakt vorgesehen. Von der Elektrifizierung und dem Ausbau des Teilstücks zwischen Hesepe und Osnabrück würde außerdem die Linie RB 58 auf der Bahnstrecke Delmenhorst–Hesepe profitieren, auf der dann Akku-Triebzüge eingesetzt werden sollen. Parallel plant die Bundeswehr den Ausbau der Umschlagstation des FBG-Tanklagers in Hesepe. Die Arbeiten, die unter anderem eine Verlegung des Gleisanschlusses und Umbauten an Bahnübergängen umfassen werden, sollen dabei so ausgeführt werden, dass sie mit einem Streckenausbau kompatibel sind.
Im Rahmen des Ausbaus soll ferner die seit dem Jahr 2000 nicht mehr vom Personenverkehr bediente Station Alfhausen reaktiviert werden. Bis 2030 ist ein Ausbau vorgesehen.
Am 20. Oktober 2023 beschloss der Deutsche Bundestag, das als „ABS Oldenburg – Osnabrück“ bezeichnete Vorhaben in den potenziellen Bedarf des Bedarfsplans für die Bundesschienenwege aufzunehmen.

## Tarif
Nördlich von Ahlhorn gilt auch der Tarif des Verkehrsverbundes Bremen/Niedersachsen. Zwischen Halen und Osnabrück Hbf wird außerdem der WestfalenTarif anerkannt.

## Bildergalerie

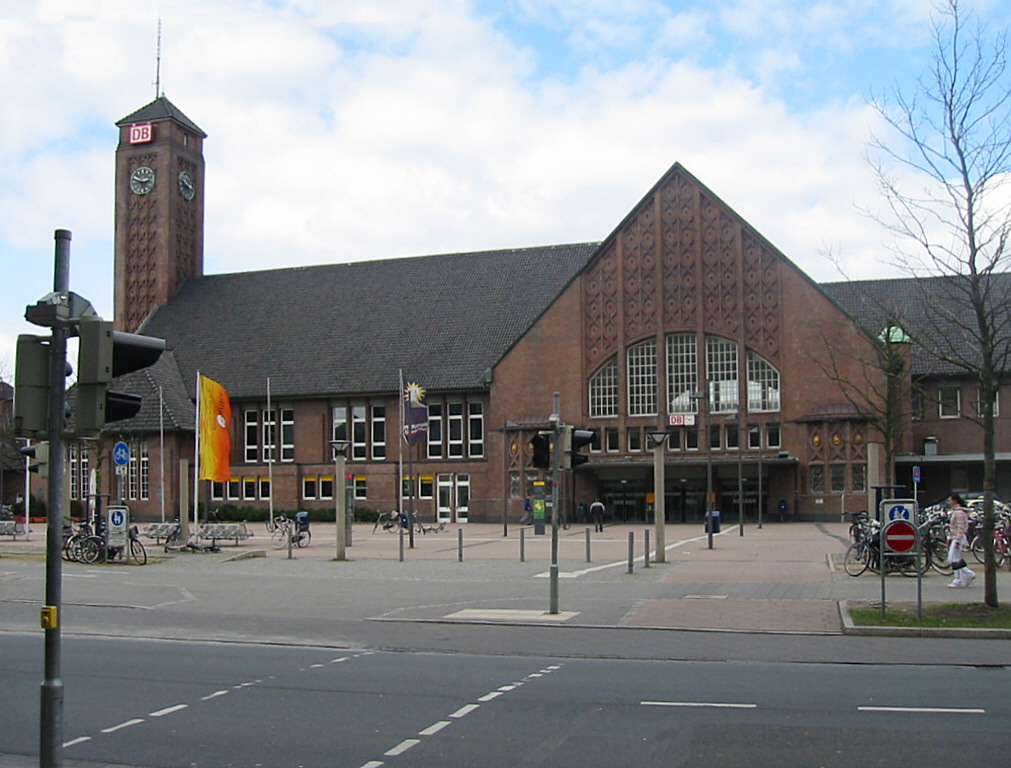
Bahnhof Oldenburg Hbf
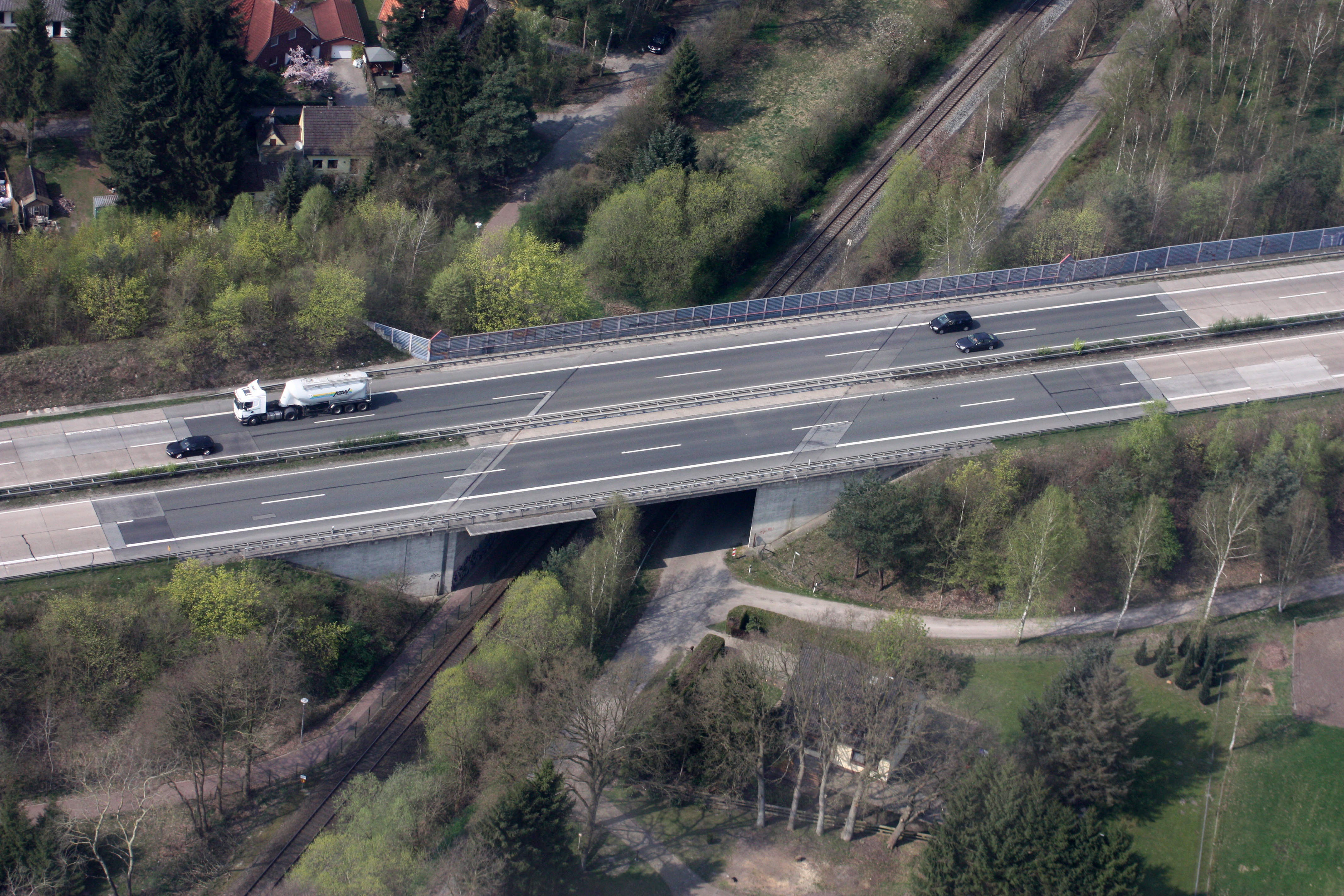
Unterquerung der A 29 bei Sandkrug
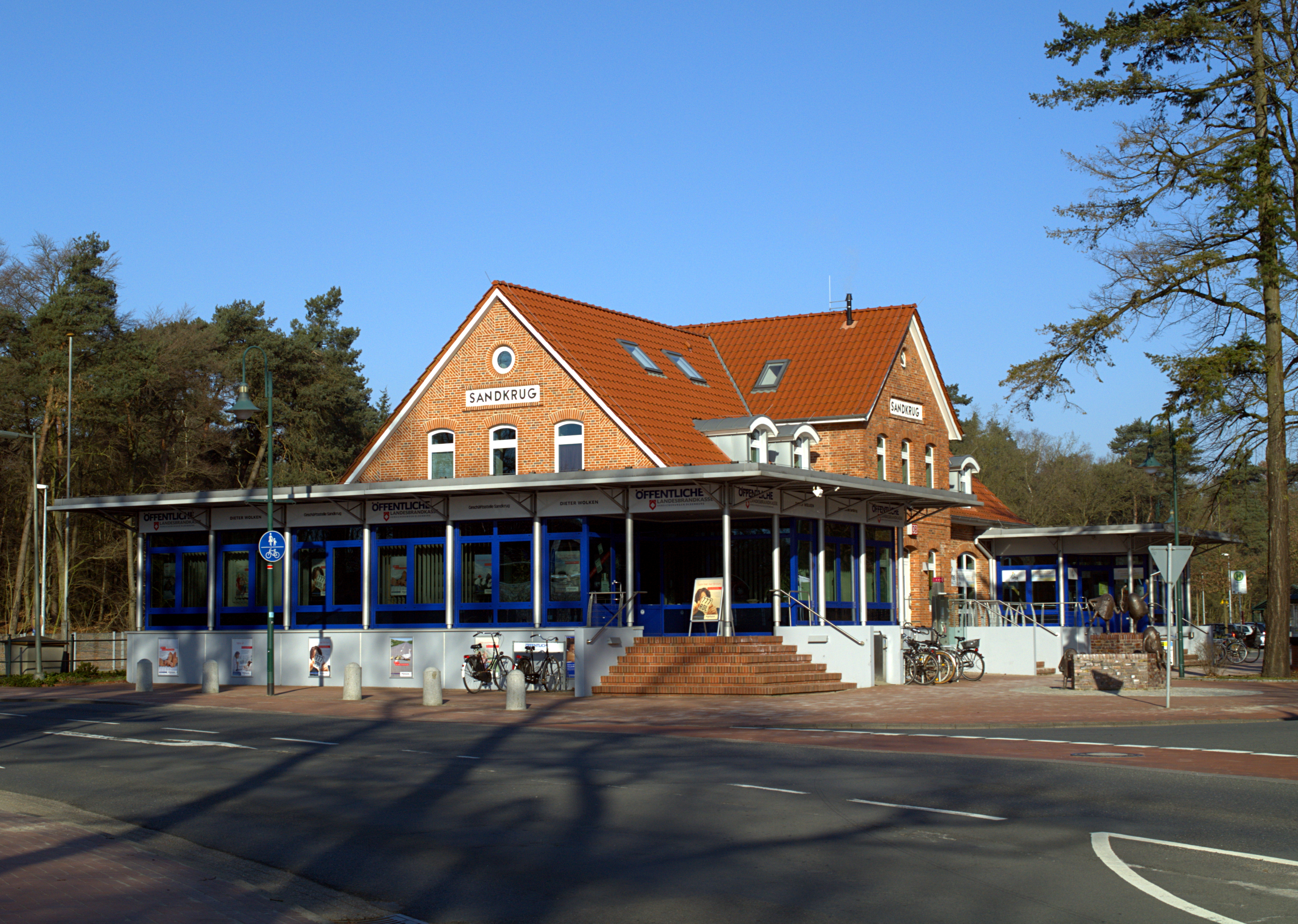
Bahnhof Sandkrug
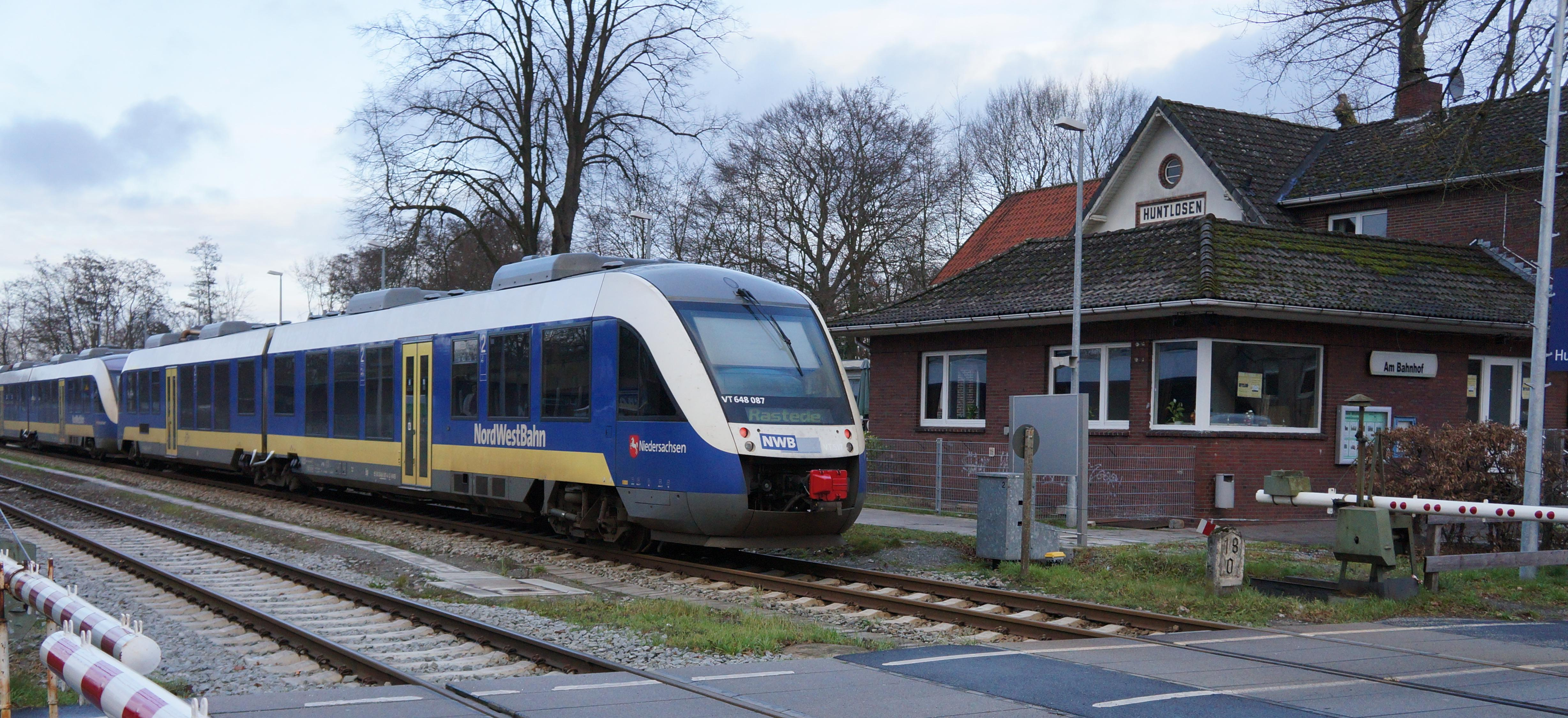
Bahnhof Huntlosen mit NWB-Triebzug
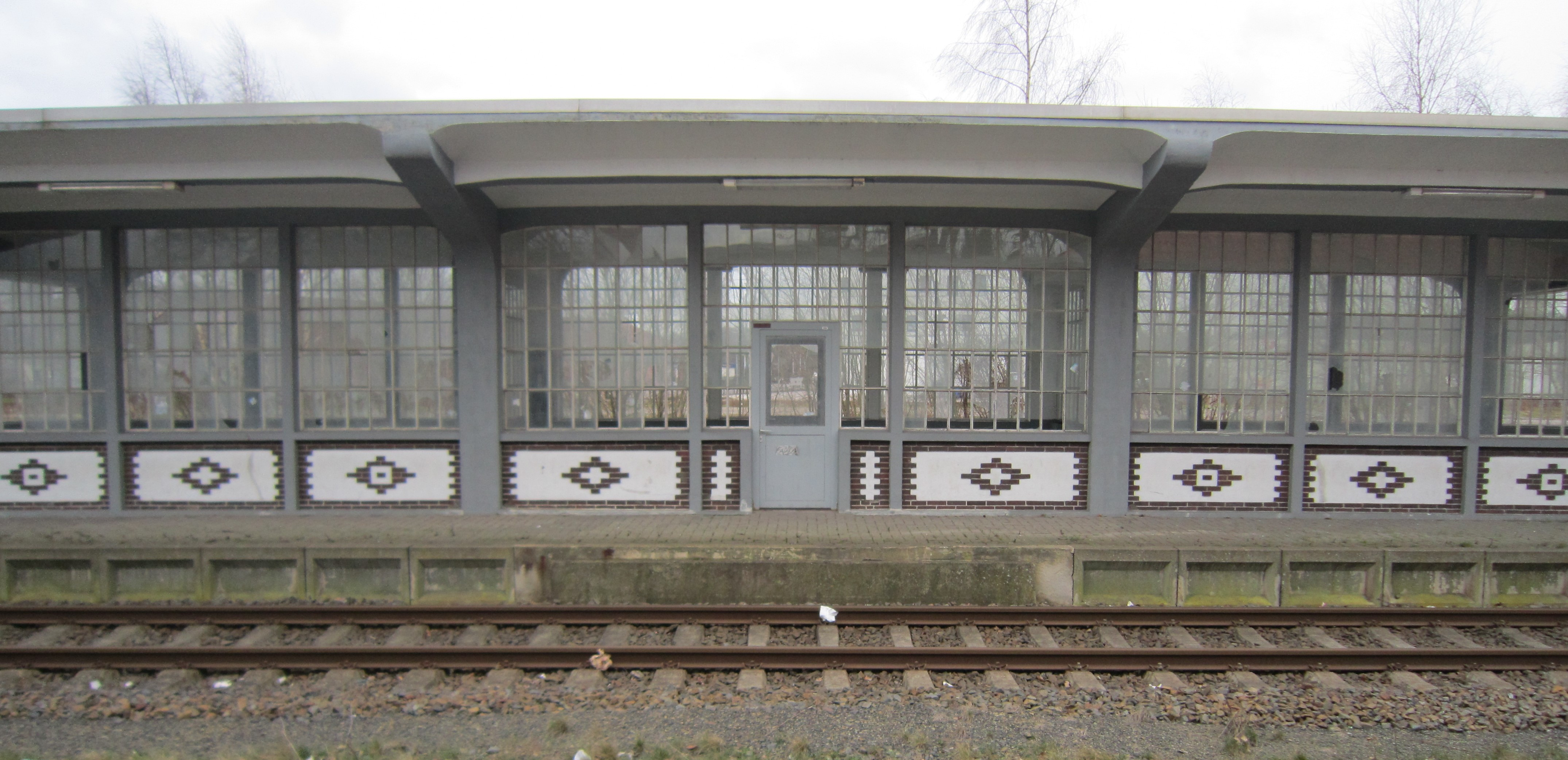
Bahnhof Cloppenburg
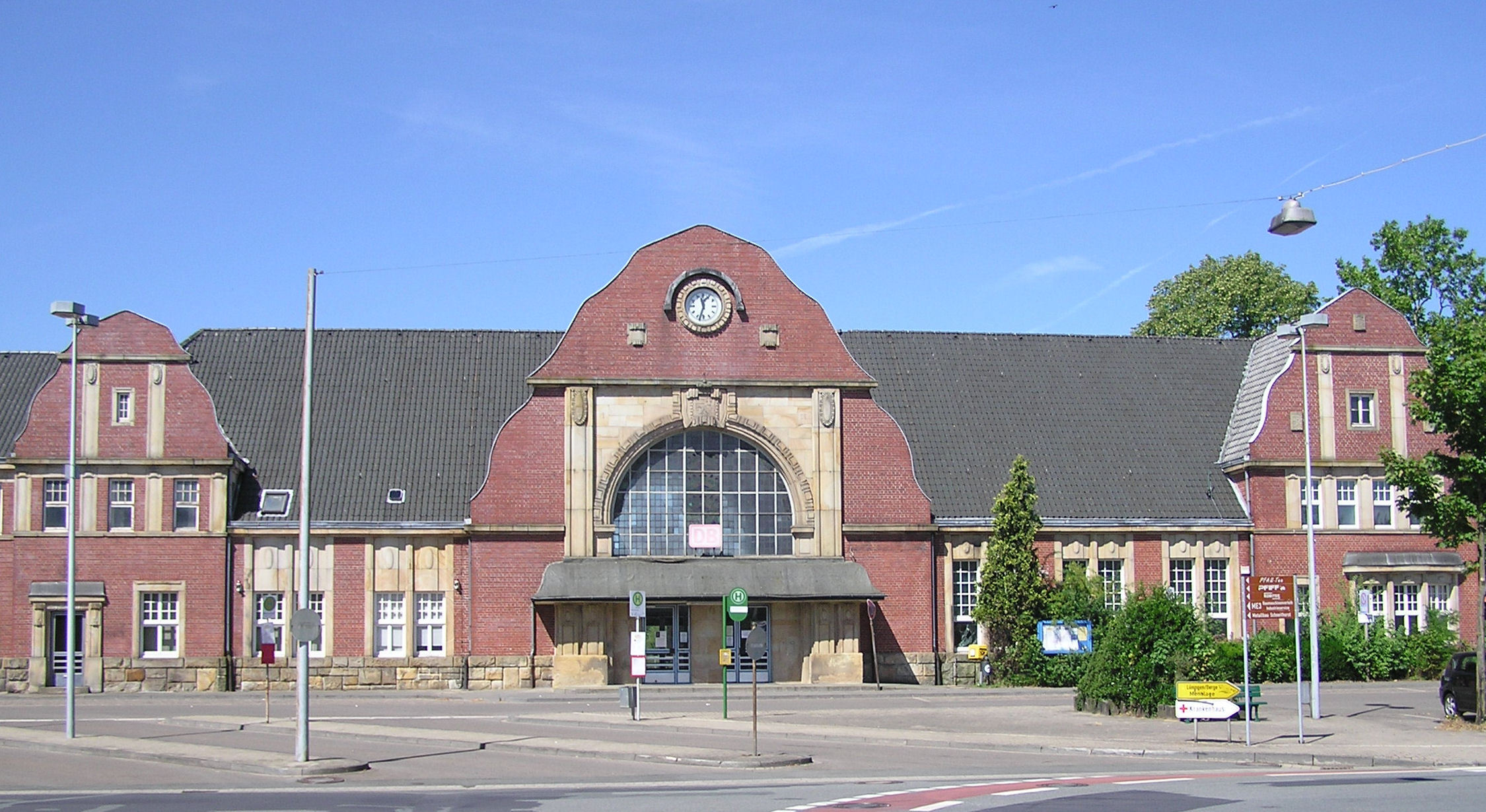
Bahnhof Quakenbrück
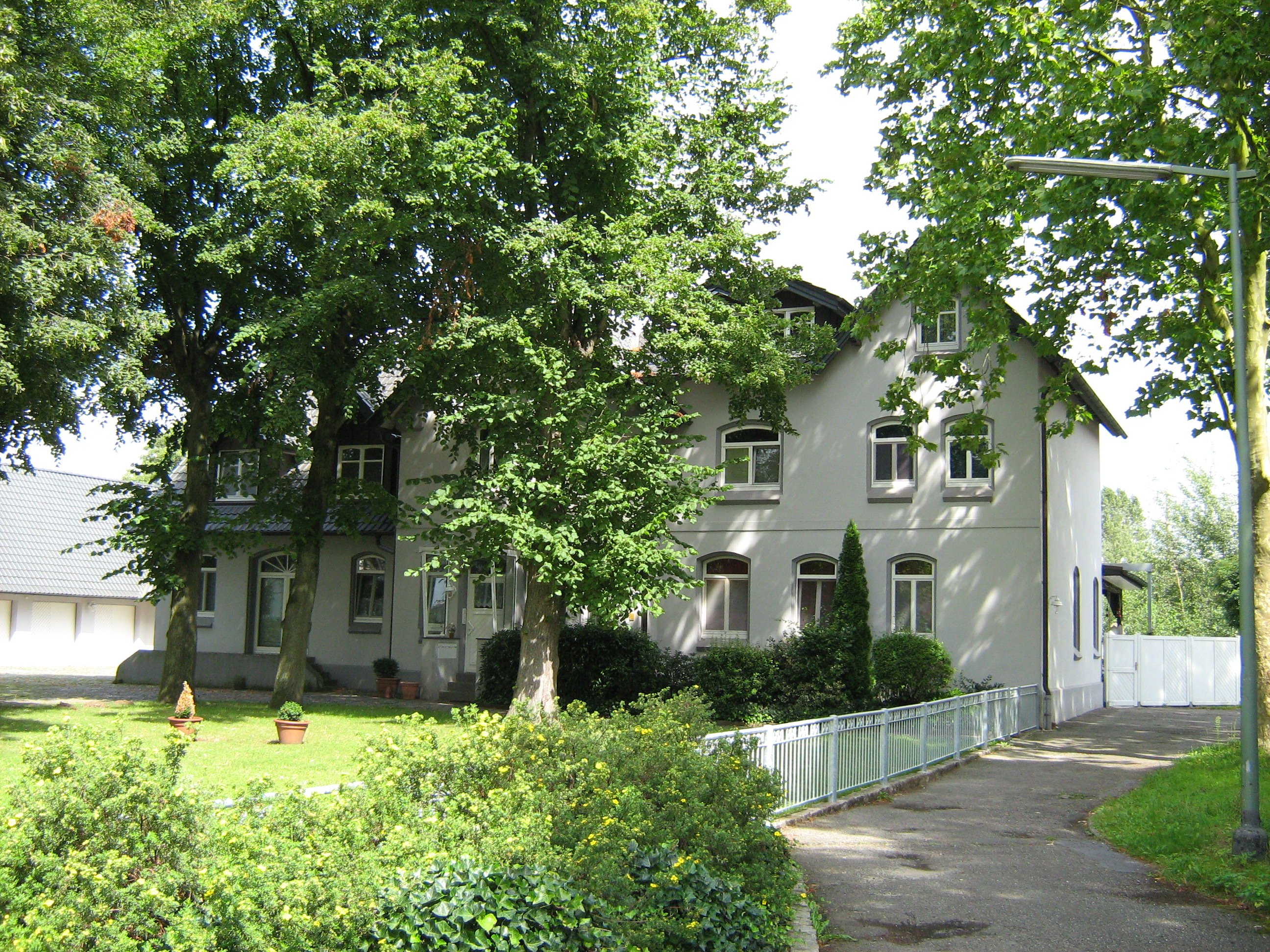
Ehemaliges Empfangsgebäude Halen
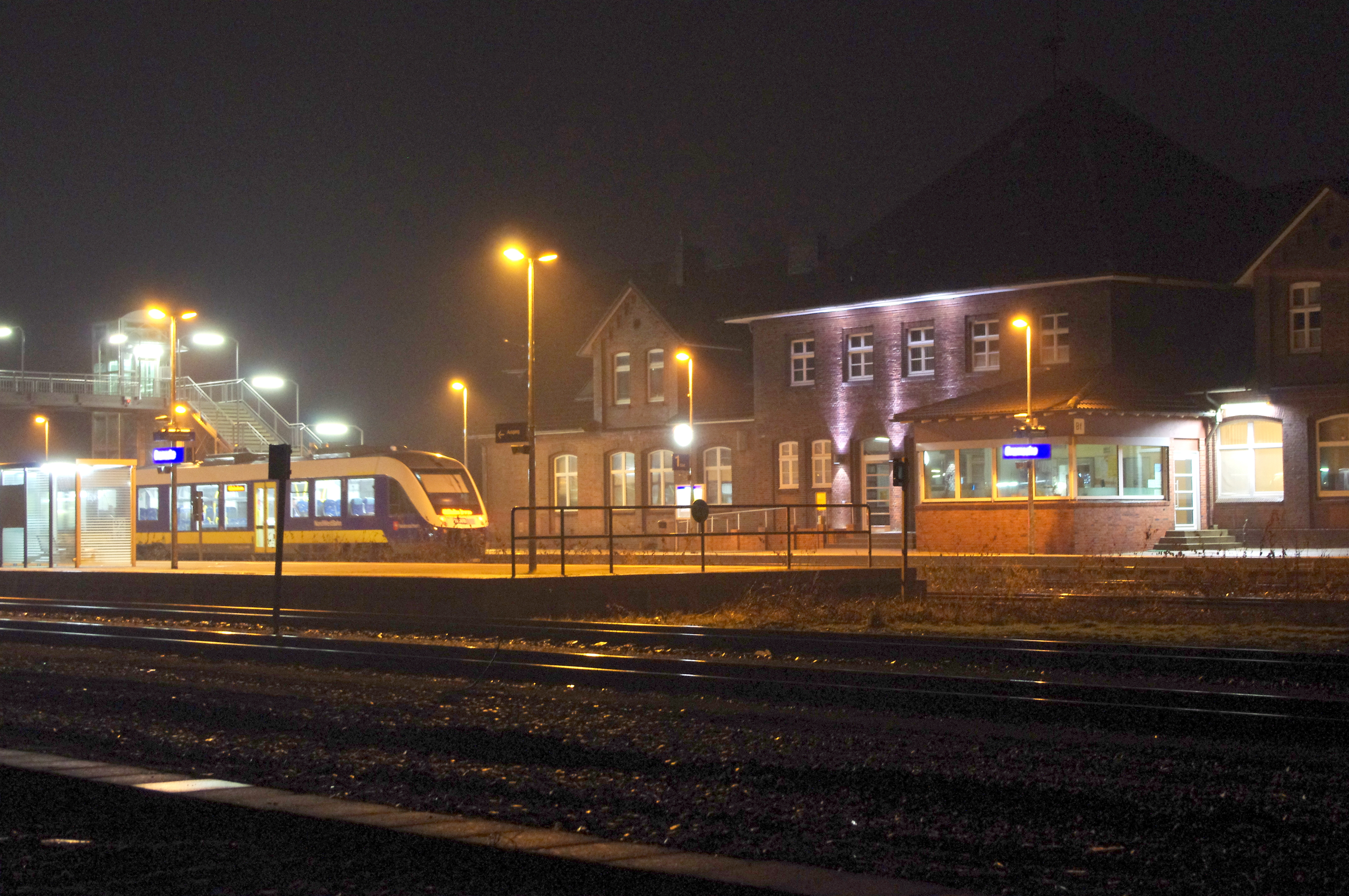
Bahnhof Bramsche